# Will Oldham
Will Oldham (né le 15 janvier 1970 à Louisville, dans le Kentucky) est un auteur, compositeur, interprète et acteur américain.

## Biographie

### Musique

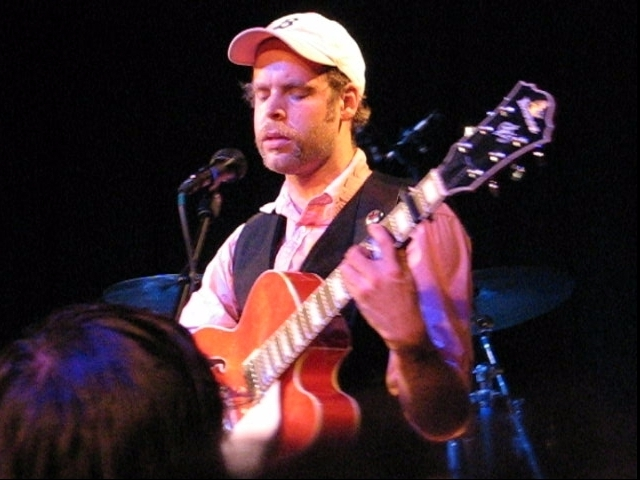
Will Oldham, en février 2006.

Très jeune, il découvre le théâtre, le cinéma et la musique punk et rock de son époque. Il écrit très tôt des pièces de théâtre, et monte sur les planches. À l'adolescence, il interprète l'un des rôles principaux dans Matewan, de John Sayles (1987). En 1989, il abandonne ses études pour se lancer dans la musique.
Son premier album sort en 1993, signé par Drag City. There is No One What Will Take Care of You est un album de country à l'ancienne, guitare acoustique et histoires effrayantes égrènent cet album fondateur. Il devient rapidement populaire en France où il se produit régulièrement, puis enchaîne les albums, diversifiant et complexifiant sa musique, et affinant son style. Ses premiers albums sortent sous le nom de Palace Brothers, Palace Music ou simplement Palace.
Après Lost Blues and Other Songs en 1997, il publie sous son vrai nom – Will Oldham – l'album Joya (1998), puis sous le pseudonyme Bonnie « Prince » Billy l'album suivant : I See a Darkness (1999). Il est notamment accompagné par le guitariste David Pajo (alias Papa M), ses frères Ned et Paul Oldham. Il est proche de la harpiste Joanna Newsom, et du jeune cinéaste Harmony Korine.
Dans les années 2000, il multiplie les collaborations musicales : le rappeur Sage Francis, le groupe de dark folk Current 93, le guitariste Matt Sweeney, avec le chanteur folk suédois Nicolai Dunger, avec le groupe de post-rock Tortoise. En 2004, il ré-enregistre un bon nombre de ses chansons de l'époque Palace avec des orchestrations très riches et avec des musiciens country de Nashville. Parfois méconnaissables, les chansons étiques et névrosées des années 1990 sont métamorphosées dans ce disque presque sautillant : Bonnie « Prince » Billy Sings Greatest Palace Music.

### Narration
En 2009, Oldham fait le narrateur de Madam and Little Boy, un documentaire parlant d'armes nucléaires, réalisé par l'artiste suédois Magnus Bärtås. En 2010, Oldham narre Music Makes a City, un documentaire sur la formation du Louisville Orchestra, réalisé par Owsley Brown III et Jerome Hiler. Oldham fournit sa voix et l'inspiration pour le personnage Will du jeu vidéo Kentucky Route Zero, sorti en 2013.

### Photographie
Will Oldham est l'auteur de la photographie utilisée en couverture de l'album Spiderland du groupe Slint.

## Discographie

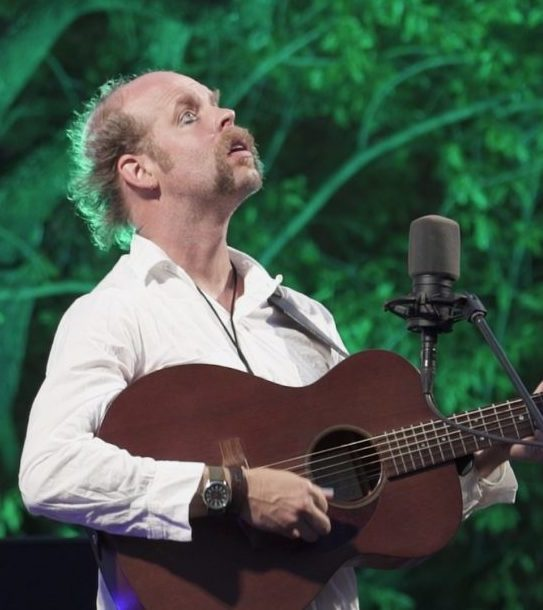
Will Oldham, 2017.

Cette discographie partielle retrace les principaux albums, EP et singles du très prolifique Will Oldham.
- 1987 : Bande-son de Matewan (Will chante avec les chœurs sur 3 titres)
- 1990 : Box of Chocolates - Fearfull Symmetry
- 1993 : The Sundowners - Goat Songs (maxi)
- 1993 : Palace Brothers - Ohio River Boat Song (single)
- 1993 : Palace Brothers - There is No One What Will Take Care of You
- 1993 : Palace - Come in (single)
- 1994 : Palace Songs - Horses (single)
- 1994 : Palace Brothers - An Arrow through the Bitch (EP)
- 1994 : Palace Brothers - Days in the Wake
- 1994 : Palace Songs - Hope
- 1994 : Palace Songs - O How I Enjoy the Light (single)
- 1994 : Palace - West Palm Beach (single)
- 1995 : Palace - The Mountain Low (single)
- 1995 : Palace - The Mountain (maxi)
- 1995 : Palace - Gezundheit (single)
- 1995 : Palace Music - Viva Last Blues (produit par Steve Albini)
- 1996 : Palace - Every Mother's Son (single)
- 1996 : Palace - Arise Therefore (produit par Steve Albini)
- 1996 : Songs Put Together for (the Broken Giant) (EP)
- 1996 : Palace Live - For the Mekons et al (single)
- 1996 : Palace Music - Little Blue Eyes (single)
- 1997 : Palace Music - Lost Blues and Other Songs
- 1997 : Will Oldham - Patience (single)
- 1997 : Will Oldham - Joya
- 1997 : Will Oldham - Little Joya (single, produit par Steve Albini)
- 1997 : Will Oldham - Western Music (EP)
- 1997 : Will Oldham et Rising Shotgun - In My Mind (single)
- 1998 : Bonnie « Prince » Billy - I Am Drinking Again (single)
- 1998 : Will Oldham - Black / Rich Music (maxi)
- 1998 : Bonnie « Prince » Billy - Black Dissimulation (single)
- 1998 : Bonnie « Prince » Billy - Bonnie Prince Billy Performs Songs of Kevin Loyne (single)
- 1998 : Bonnie « Prince » Billy - One With the Birds (single)
- 1998 : Bonnie « Prince » Billy - Blue Lotus Feet (EP)
- 1999 : Bonnie « Prince » Billy - I See a Darkness
- 1999 : Bonnie « Prince » Billy - Either She or Me (single)
- 1999 : Bonnie « Prince » Billy - Dream of a Drunk Black southern eagle (EP)
- 1999 : Bonnie « Prince » Billy - Let's Start a Family (single)
- 2000 : Will Oldham - Ode Music
- 2000 : Will Oldham - Guarapero / Lost Blues 2
- 2000 : Bonnie « Prince » Billy, Little Boy Blue (single)
- 2000 : Bonny Billy - More Revery (EP) (album de reprises d'entre autres Bill Withers, John Phillips....)
- 2000 : Ryan Murphy et Will Oldham - All Most Heaven (EP)
- 2000 : The Marquis de Tren et Bonnie « Prince » Billy - Get on Jolly (EP)
- 2000 : Johnny Cash - American III : solitary man (en duo avec Johnny Cash sur I See a Darkness)
- 2001 : Bonnie « Prince » Billy - Ease Down the Road
- 2001 : Bonny Billy et Marquis de Tren - Get the Fuck on Jolly Live (EP)
- 2001 : Bonny Billy - More Revery (EP) (2e édition)
- 2002 : Will Oldham - Forest Time (single)
- 2002 : Bonny Billy et Rainywood - Brother Warrior (single)
- 2002 : Amalgamated Sons of Rest (collaboration avec Jason Molina et Alasdair Roberts) (EP)
- 2002 : Continental OP - Slitch Music (EP)
- 2002 : Will Oldham, We All, Us Three, Will Ride b/w Barcelona (single)
- 2003 : Bonnie « Prince » Billy, Master and Everyone
- 2003 : Bonnie « Prince » Billy, Happy Child b/w Forest Time (single)
- 2004 : Will Oldham, Seafarers Music (EP)
- 2004 : Bonnie « Prince » Billy - Sings Greatest Palace Music
- 2004 : Bonny Billy et Brightblack - Pebbles and Ripples (EP)
- 2004 : Bonnie « Prince » Billy - Agnes, Queen of Sorrow (single)
- 2004 : Bonnie « Prince » Billy - No More Workhorse Blues (single)
- 2005 : Bonnie « Prince » Billy et Matt Sweeney - Superwolf
- 2005 : Bonny / Sweeney - I Gave You (EP)
- 2005 : Bonnie « Prince » Billy - Summer in the Southeast (Live USA 2004)
- 2006 : Tortoise et Bonnie « Prince » Billy - The Brave and the Bold
- 2006 : Current 93 et Bonnie « Prince » Billy - Black Ships Ate the Sky
- 2006 : Bonnie « Prince » Billy - The Letting Go
- 2006 : Bonnie « Prince » Billy - Cursed Sleep (single)
- 2006 : Bonnie « Prince » Billy - Cold and Wet (single)
- 2007 : Bonnie « Prince »' Billy - Lay and Love (single)
- 2007 : Bonnie « Prince » Billy - Ask Forgiveness
- 2007 : Bonnie « Prince » Billy/Dawn Mccarthy - Wai Notes (démo)
- 2008 : Bonnie « Prince » Billy - Lie Down In the Light
- 2008 : Bonnie « Prince » Billy avec Harem Scarem et Alex Neilson - Is It The Sea ? (live)
- 2009 : Bonnie « Prince » Billy - Beware
- 2010 : Bonnie « Prince » Billy and the Cairo Gang - The Wonder Show of the World
- 2010 : Bonnie « Prince » Billy -  Unfinal Call
- 2011 : Bonnie « Prince » Billy -  Wolfroy Goes to Town
- 2014 : Bonnie « Prince » Billy -  Singer's Grave: A Sea of Tongues
- 2016 : Bonnie « Prince » Billy -  Pond Scum
- 2017 : Bonnie « Prince » Billy -  Wolf of a Cosmos
- 2017 : Bonnie « Prince » Billy -  Best Troubador (album hommage à Merle Haggard)
- 2019 : Bonnie « Prince » Billy - Bryce Dessner, Eighth Blackbird When We Are Inhuman
- 2019 : Bonnie « Prince » Billy -  I Made a Place
- 2021 : Bonnie « Prince » Billy et Matt Sweeney - Superwolves
- 2021 : Bonnie « Prince » Billy et Bill Callahan - Blind Date Party
- 2023 : Bonnie « Prince » Billy -  Keeping Secrets Will Destroy You
- 2025 : Bonnie « Prince » Billy -  The Purple Bird

## Filmographie
- 1985 : What Comes Around : Young Tom Hawkins
- 1987 : Matewan : Danny Radnor
- 1991 : Thousand Pieces of Gold : Miles
- 1994 : Elysian Fields : Benjamin Wilder
- 1999 : Radiation : Will
- 1999 : Julien Donkey-Boy
- 2005 : Junebug : Bill Mooney, scout
- 2006 : The Guatemalan Handshake : Donald Turnupseed
- 2006 : Old Joy : Kurt
- 2008 : Wendy et Lucy : Icky
- 2008 : The Edge of Town : Hunter
- 2011 : New Jerusalem : Ike Evans
- 2011 : Pioneer : Dad
- 2013 : Time and Distance
- 2014 : Edén : John
- 2017 : A Ghost Story : Le prédicateur
- 2023 : The Bikeriders : le barman